# Harry Stoke
Harry Stoke – wieś w Anglii, w hrabstwie ceremonialnym Gloucestershire, w dystrykcie (unitary authority) South Gloucestershire. Leży 8 km na północ od miasta Bristol i 168 km na zachód od Londynu.